# Stazione meteorologica di Passo dei Giovi
La stazione meteorologica di Passo dei Giovi è la stazione meteorologica di riferimento per l'Organizzazione Meteorologica Mondiale e per il servizio meteorologico dell'Aeronautica Militare, relativa al valico appenninico del Passo dei Giovi.

## Coordinate geografiche
La stazione meteo si trova nell'Italia nord-occidentale, in Liguria, in provincia di Genova, nel comune di Mignanego, a 475 metri s.l.m. e alle coordinate geografiche 44°38′02.45″N 8°56′00.54″E.

## Medie climatiche ufficiali

### Dati climatologici 1951-1980
In base alla media del periodo 1951-1980, che non si discosta dal trentennio di riferimento climatico 1961-1990 convenzionalmente stabilito dall'Organizzazione Meteorologica Mondiale, la temperatura media del mese più freddo, gennaio, si attesta a +1,5 °C; quella del mese più caldo, luglio, è di +18,9 °C.
La nuvolosità media annua si attesta a 4,6 okta, con minimo di 3,5 okta a luglio e massimo di 5,4 okta a novembre.
Le precipitazioni medie annue fanno registrare il valore di 1.211,5 mm, con minimo relativo in estate, picco massimo in autunno e massimo secondario in primavera.
| Rezzoaglio Cabanne (1951-1980) | Mesi | Mesi | Mesi | Mesi  | Mesi | Mesi | Mesi | Mesi | Mesi  | Mesi  | Mesi  | Mesi  | Stagioni | Stagioni | Stagioni | Stagioni | Anno    |
| Rezzoaglio Cabanne (1951-1980) | Gen  | Feb  | Mar  | Apr   | Mag  | Giu  | Lug  | Ago  | Set   | Ott   | Nov   | Dic   | Inv      | Pri      | Est      | Aut      | Anno    |
| ------------------------------ | ---- | ---- | ---- | ----- | ---- | ---- | ---- | ---- | ----- | ----- | ----- | ----- | -------- | -------- | -------- | -------- | ------- |
| T. max. media (°C)             | 4,8  | 6,5  | 9,8  | 13,7  | 17,4 | 21,2 | 24,4 | 23,7 | 20,4  | 15,5  | 9,8   | 6,3   | 5,9      | 13,6     | 23,1     | 15,2     | 14,5    |
| T. min. media (°C)             | −1,7 | −0,5 | 1,9  | 5,2   | 8,6  | 11,9 | 13,9 | 13,5 | 11,3  | 7,6   | 3,4   | 0,0   | −0,7     | 5,2      | 13,1     | 7,4      | 6,3     |
| Nuvolosità (okta al giorno)    | 4,8  | 5,1  | 4,8  | 5,0   | 5,0  | 4,4  | 3,5  | 3,8  | 4,2   | 4,7   | 5,4   | 4,9   | 4,9      | 4,9      | 3,9      | 4,8      | 4,6     |
| Precipitazioni (mm)            | 82,2 | 86,1 | 92,7 | 101,5 | 93,7 | 53,6 | 54,2 | 82,0 | 117,0 | 168,1 | 179,1 | 101,3 | 269,6    | 287,9    | 189,8    | 464,2    | 1 211,5 |

## Valori estremi

### Temperature estreme mensili dal 1951 ad oggi
Nella tabella sottostante sono riportate le temperature massime e minime assolute mensili, stagionali ed annuali dal 1951 ad oggi, con il relativo anno in cui queste sono state registrate. La massima assoluta del periodo esaminato di +35,3 °C è del luglio 1952, mentre la minima assoluta di -14,8 °C risale al febbraio 1956.
| Rezzoaglio Cabanne (1951-2023) | Mesi         | Mesi         | Mesi         | Mesi        | Mesi        | Mesi        | Mesi        | Mesi        | Mesi        | Mesi        | Mesi        | Mesi         | Stagioni | Stagioni | Stagioni | Stagioni | Anno  |
| Rezzoaglio Cabanne (1951-2023) | Gen          | Feb          | Mar          | Apr         | Mag         | Giu         | Lug         | Ago         | Set         | Ott         | Nov         | Dic          | Inv      | Pri      | Est      | Aut      | Anno  |
| ------------------------------ | ------------ | ------------ | ------------ | ----------- | ----------- | ----------- | ----------- | ----------- | ----------- | ----------- | ----------- | ------------ | -------- | -------- | -------- | -------- | ----- |
| T. max. assoluta (°C)          | 18,6 (2008)  | 17,8 (2021)  | 20,4 (1977)  | 25,0 (1955) | 29,9 (1953) | 33,3 (1952) | 35,3 (1952) | 33,9 (1974) | 30,3 (1951) | 24,2 (2011) | 20,0 (2004) | 18,2 (1961)  | 18,6     | 29,9     | 35,3     | 30,3     | 35,3  |
| T. min. assoluta (°C)          | −13,0 (1979) | −14,8 (1956) | −10,8 (1958) | −5,2 (2003) | −1,4 (1979) | 0,8 (1953)  | 3,8 (1954)  | 4,8 (1963)  | 1,6 (1977)  | −3,0 (1972) | −7,8 (1975) | −11,0 (1970) | −14,8    | −10,8    | 0,8      | −7,8     | −14,8 |